# Timezgadiouine
Timezgadiouine är en ort i Marocko.   Den ligger i provinsen Chichaoua och regionen Marrakech-Safi, 400 km sydväst om huvudstaden Rabat.